# Freeport (Maine)
Freeport is een plaats (town) in de Amerikaanse staat Maine, en valt bestuurlijk gezien onder Cumberland County.

## Demografie
Bij de volkstelling in 2000 werd het aantal inwoners vastgesteld op 7800.

## Geografie
Volgens het United States Census Bureau beslaat de plaats een oppervlakte van 120,4 km², waarvan 89,9 km² land en 30,5 km² water. Freeport ligt op ongeveer 10 m boven zeeniveau.

## Plaatsen in de nabije omgeving
De onderstaande figuur toont nabijgelegen plaatsen in een straal van 16 km rond Freeport.